# Test na teściów
Test na teściów (fr. Cocorico) – francusko-belgijski film komediowy z 2024 roku w reżyserii Juliena Hervé.

## Fabuła
W ramach przygotowań do ślubu Alice i François postanawiają połączyć swoje dwie rodziny – arystokratyczny ród Bouvier-Sauvage oraz skromnych Martinów. Z tej okazji oferują rodzicom niezwykle oryginalny prezent – test na DNA, dzięki któremu każdy będzie mógł odkryć pochodzenie własnych przodków. Jednak niespodzianka zamienia się w fiasko, gdy poznają wyniki badań.

## Obsada
- Christian Clavier – Fréderic Bouvier-Sauvage
- Didier Bourdon – Gérard Martin
- Sylvie Testud –  Nicole Martin
- Marianne Denicourt – Catherine Bouvier-Sauvage
- Chloé Coulloud – Alice Bouvier-Sauvage
- Julien Pestel – François Martin[1]

## Produkcja
Znaczną część zdjęć do filmu nakręcono w dwóch posiadłościach w Nowej Akwitanii: na zamku Château de Montaigne (w gminie Saint-Michel-de-Montaigne, w departamencie Dordogne) oraz na zamku Château de La Rivière (w gminie La Rivière, w departamencie Żyronda).